# Heinrich Lattermann
Heinrich Lattermann (* 20. Mai 1882 in Berlin; † 6. August 1914) war ein deutscher Epigraphiker.
Heinrich Lattermann, der Sohn eines Kaufmanns, besuchte das Köllnische Gymnasium in Berlin und studierte ab Herbst 1901 Architektur an der Technischen Hochschule in Charlottenburg bei Berlin. Zu Ostern 1904 wechselte er an die Universität Berlin. Bereits während seines Studiums wandte er sich der Epigraphik zu. Im Sommersemester 1907 ließ er sich beurlauben und unternahm eine Bildungs- und Forschungsreise nach Griechenland. Gemeinsam mit Lacey D. Caskey gewann er die Preisaufgabe der Universität Straßburg, die Bauinschriften des Erechtheions kritisch zu würdigen. 1908 veröffentlichte Lattermann seine Dissertation Griechische Bauinschriften, die von der Fachwelt lobend aufgenommen wurde. 1909 absolvierte Lattermann in Berlin das Lehramtsexamen für die Fächer Latein, Griechisch und Geschichte. Von Juli bis September 1909 war er bei Ernst Fabricius Stipendiat bei der Reichs-Limeskommission in Freiburg im Breisgau.
Für das Jahr 1909/10 erhielt Lattermann das Reisestipendium des Deutschen Archäologischen Instituts und reiste nach Italien und Griechenland. Hier führte er seine baugeschichtlichen und inschriftlichen Forschungen fort und bereitete verschiedene Aufsätze vor, die in den folgenden Jahren erschienen. Nach seiner Rückkehr arbeitete er an der Preußischen Akademie der Wissenschaften an den Inscriptiones Graecae. Gemeinsam mit Friedrich Hiller von Gaertringen gab er 1911 die Schrift Arkadische Forschungen heraus.
Nach dem Militärdienst in Küstrin (1911/12) und dem Seminarjahr am Schiller-Gymnasium in Berlin-Lichterfelde (1912/13) wurde Lattermann das Probejahr erlassen. Er arbeitete zunächst als Hilfslehrer am Realgymnasium zu Potsdam und seit dem 1. Juli 1913 als Oberlehrer. Ab 1914 lehrte er zusätzlich als Privatdozent Archäologie an der Technischen Hochschule Charlottenburg.
Als der Erste Weltkrieg ausbrach, meldete sich Lattermann freiwillig. Er fiel schon in den ersten Kriegswochen am 6. August 1914.